# 新礦資源
新礦資源有限公司（港交所：1231）是一家在中國河北從事開採鐵礦石的公司。
新礦資源的前身是天源礦業，曾計劃在2010年上市，計劃發行6億股新股，集資最多35.4億港元，但因為控股股東趙浩富被美國證券交易委員會起訴操縱股市及以欺詐手段將旗下公司上市，令到上市計劃告吹。後來，新創建及麥少嫻先後以2.78億美元收購天源礦業全部股權。
2011年6月，新礦資源在香港進行公開招股，招股價介乎1.75至2.35港元，集資最多23.5億港元。新礦資源最終招股價訂在1.75元，並在7月4日於香港交易所上市。
2015年6月，新創建向公司首鋼控股出售新礦資源12.5%股權，作價為3.75億元。交易完成後，新創建持有新礦資源35.5%股權，而首鋼控股的持股量增至27.46%。

## 外部連結
- 新礦資源公司網站 （页面存档备份，存于）
- 新礦資源招股章程 （页面存档备份，存于）